# Coccoloba petrophila
Coccoloba petrophila är en slideväxtart som beskrevs av T. S. Brandegee. Coccoloba petrophila ingår i släktet Coccoloba och familjen slideväxter. Inga underarter finns listade i Catalogue of Life.